# Gonzalo de Illescas
|  | Aquest article tracta sobre l'historiador castellà. Si cerqueu el monjo jerònim i bisbe de Còrdova, vegeu «Gonzalo de Illescas (frare)». |

Gonzalo de Illescas (Dueñas, 1521 - ?, 1574) fou un clergue, historiador i humanista castellà.
Fill d'una família benestant (el seu avi, Gonzalo González de Illescas, fou membre del Consell Reial dels Reis Catòlics), estudià en el convent de Sant Agustí de Dueñas, vila palentina que fou cap dels estats senyorials del llinatge dels Acuña, els quals exerciren una important labor de protecció i foment de les arts i les lletres. Illescas hi gaudí del suport de Fadrique de Acuña, V comte de Buendía. Estudià en la Universitat de Salamanca, on es doctorà en cànons. El 1545 rebé els nomenaments de beneficiat de l'església de Santa María de Dueñas i abat de San Frontes (Zamora). A partir de llavors fou protegit per Alfons d'Aragó, net natural de Ferran el Catòlic i ambaixador a Venècia, que se l'endugué com a secretari personal. Amb ell viatjà per Itàlia i per França, i conegué alguns personatges notables, com ara fra Gabriel de Guzmán, confessor de la reina Elionor d'Habsburg, germana de l'emperador i esposa de Francesc I de França; el cardenal Poggio, tresorer del papa Juli III, i altres alts dignataris.
Arran de la mort del seu protector el 1552, se'n tornà a la seua vila natal, on havia de romandre fins als seus darrers dies, dedicat a escriure la seua obra magna: la Historia Pontifical i Cathólica, on conta les vides de tots els papes des de Sant Pere fins a Bonifaci VIII, i que conté també una història dels reis de Castella i de Portugal, incloent-hi els visigots, fins al seu propi temps. La primera part s'estampà el 1565 en la mateixa Dueñas, que tot i ser en aquella època una vila de 3.800 habitants, ja comptava amb una impremta; la segona part es publicà a Valladolid el 1566, i posteriorment, fins al 1700, se succeïren més d'una vintena de reedicions i ampliacions dels dos volums, a Valladolid, Salamanca, Burgos, Saragossa, Bruges, Barcelona i Madrid.

## Obres
- Historia Pontifical y Cathólica, primera part: Dueñas (Palencia), 1565, i segona: Valladolid, 1566.
- Jornada de Carlos V a Túnez, Madrid: Real Academia de la Historia, 1804.
- Descubrimiento y conquista de México. México, 1940.[3]